# 国际电信联盟区域

国际电信联盟（ITU）区域划分以及三条边界线：
第一区
第二区
第三区

国际电信联盟（英語：International Telecommunication Union，简称ITU）是负责确立国际无线电和电信的管理制度和标准的国际组织，为划分无线电频率，国际电信联盟《无线电规则》（Radio Regulations）将全世界划分为三个区域（ITU Region）。

## 区域及范围
- 第一区（Region 1）：欧洲、非洲、前苏联地区、蒙古国、波斯湾以西的中东地区。
- 第二区（Region 2）：整个美洲大陆（包括格陵兰）以及东太平洋部分岛屿。
- 第三区（Region 3）：除前苏联、蒙古国和波斯湾以西地区以外的亚洲以及大洋洲。[1]

所有分区大致被三条边界线分割：
- A线（Line A）由北极点出发，沿东经40°线向南至北纬40°线，然后沿大圆线至东经60°线与北回归线的交汇点，最后沿东经60°线至南极点。A线大致分开第一区与第三区，但A线穿越的的伊拉克、土耳其和叙利亚属于第一区，伊朗属于第三区，A线以东的前苏联地区和蒙古国属于第一区。
- B线（Line B）由北极点出发，沿西经10°线向南至北纬72°线，然后大圆线方向至西经50°线与北纬40°线的交汇点，再沿大圆线方向至西经20°线与南纬10°线的交汇点，最后沿西经20°线至南极点。B线大致分开第一区与第二区。
- C线（Line C）由北极点出发，沿大圆线方向至北纬65°30′线与白令海峡美俄海上边界的交汇点，再沿大圆线方向至东经165°线与北纬50°线的交汇点，然后再沿大圆线方向至西经170°线与北纬10°线的交汇点，之后再沿北纬10°线至西经120°线，最后沿西经120°线至南极点。C线大致分开第二区与第三区。[1]

中国大陆、香港、澳门、台湾及新加坡、马来西亚均位于第三区。